# Кастиљоне (Ђенова)
Кастиљоне (итал. Castiglione) је насеље у Италији у округу Ђенова, региону Лигурија.
Према процени из 2011. у насељу је живело 466 становника. Насеље се налази на надморској висини од 273 м.